# Anastasios Sidīropoulos
Anastasios Sidīropoulos, detto Tasos (in greco Αναστάσιος Σιδηρόπουλος?; Drama, 9 agosto 1979), è un arbitro di calcio greco.

## Carriera
Arbitro del massimo campionato greco dalla stagione 2009-10, Sidiropoulos è in seguito nominato internazionale il 1º gennaio 2011. Nel 2012 fa il suo esordio in una gara tra nazionali maggiori, dirigendo Isole Fær Øer-Svezia, terminata 1-2 e valida per le qualificazioni ai mondiali del 2014.
Nel 2013 prende parte ad un primo torneo importante a livello internazionale, e cioè gli europei under 17 in Slovacchia. Nell'occasione, dopo aver diretto due partite della fase a gironi, è designato per la finale tra Italia e Russia.
L'edizione 2013-14 dell'Europa League lo vede assoluto protagonista: inizia infatti a dirigere gare dai turni preliminari di luglio 2013, per terminare con un ottavo di finale disputato nel marzo 2014, tra Valencia e Ludogorets Razgrad. Nel mezzo, viene designato per tre gare nella fase a gironi.
Nel settembre 2014 dirige per la prima volta una partita di qualificazione agli europei del 2016, nella fattispecie l'incontro tra Spagna e Macedonia. Pochi giorni dopo, è designato dall'UEFA anche in Champions League, effettuando così il suo esordio nella fase a gironi in una partita del primo turno: Athletic Bilbao - Shakhthar Donetsk.
Nel 2015 è selezionato dall'UEFA in vista del Campionato europeo di calcio Under-21 2015, dove dirige due gare della fase a gironi e una semifinale.
Nel marzo del 2016 è selezionato ufficialmente come Quarto ufficiale in vista dell'Europeo 2016.